# Josep Salas Santos
Josep Salas Santos, nat a Deià (Mallorca) el 1956, és un polític deianenc retirat.
Va ser regidor de Deià per l'UCD a la primera legislació democràtica (1979-1983) i per Unió Mallorquina durant la segona (de 1983 a 1986); el darrer any d'aquesta legislatura fou elegit batlle (càrrec que ocupà fins al 1987) arran de la dimissió d'Epifanio Apesteguia Díaz.
Durant la seva administració s'asfaltaren els carrers de Deià i Llucalcari i s'instal·là un nou enllumenat públic. Com a part negativa es varen donar els primers permisos per a construir les cases de Llucalcari que el GOB va denunciar i que els tribunals han dit que són il·legals i s'han de tirar.
En l'activitat privada Josep Salas s'ha dedicat al món de la construcció.